# Žižkovo Pole
Žižkovo Pole (en allemand : Zischkafeld) est une commune du district de Havlíčkův Brod, dans la région de Vysočina, en Tchéquie. Sa population s'élevait à 376 habitants en 2020.

## Géographie
Žižkovo Pole se trouve à 12 km à l'est de Havlíčkův Brod, à 26 km au nord-est de Jihlava et à 107 km au sud-est de Prague.
La commune est limitée par Česká Bělá et Havlíčkova Borová au nord, par Modlíkov à l'est, par Přibyslav au sud, et par Stříbrné Hory et Stříbrné Hory à l'ouest.

## Histoire
La première mention écrite du village date de 1303. Il se trouve dans la région historique de Bohême. Avant 1921, le village s'appelait Šenfeld (en allemand : Schönfeld) .